# Distrito electoral federal 9 de Tamaulipas
El distrito electoral federal 9 de Tamaulipas fue uno de los 300 distritos electorales en los que se encontraba dividido el territorio de México para la elección de diputados federales y uno de los nueve en los que se dividía el estado de Tamaulipas. Su cabecera fue la ciudad de Reynosa.
El distrito 9 de Tamaulipas fue creado por el proceso de distritación de 2017 llevado a cabo por el Instituto Nacional Electoral y estuvo formado por el todo el territorio del municipio de Reynosa con la excepción de más noroccidental, que pertenecía al distrito 2.
En consecuencia el distrito 9 eligió por primera vez diputado en 2018, para la LXIV Legislatura. Fue suprimido durante el proceso de distritación de 2022 por criterios demográficos.

## Diputados por el distrito
| Diputado                      | Grupo parlamentario | Legislatura | Periodo     |
| ----------------------------- | ------------------- | ----------- | ----------- |
| Armando Javier Zertuche Zuani |                     | LXIV        | 2018 - 2021 |
| Claudia Alejandra Hernández   |                     | LXV         | 2021 - 2024 |